# Modoš
Modoš  (srpski:  Jaša Tomić, mađarski: Módos, njemački: Modosch banatskobugarski: Modoš) je naselje u Banatu, u Vojvodini, u sastavu općine Sečanj.

## Povijest
Do Drugog svjetskog rata Modoš je bio većinski njemačko selo, pred kraj rata Nijemci su protjerani a u njihove kuće doseljeni su Srbi. 
Prema popisu stanovništva 1910. godine naselje ima 4.750 stanovnika od čega 1.941 (40,9%) Nijemca, 1.374 (28,9%) Srba, 878 (18,5%) Mađara i 458 (9,6%) Bugara (Banatski Bugari).

## Stanovništvo
Prema popisu stanovništva iz 2002. godine u naselju Modoš živi 2.982 stanovnika, od čega 2.406 punoljetnih stanovnika s prosječnom starosti od 41,6 godina (39,9 kod muškaraca i 43,2 kod žena). U naselju ima 1.111 domaćinstava, a prosječan broj članova po domaćinstvu je 2,68.
Prema popisu iz 1991. godine u naselju je živjelo 3.554 stanovnika.
| Etnički sastav 2002. |            |        |
| Narod                | Stanovnika | %      |
| Srbi                 | 2.126      | 71,29% |
| Mađari               | 251        | 8,41%  |
| Romi                 | 142        | 4,76%  |
| Jugoslaveni          | 125        | 4,19%  |
| Bugari               | 29         | 0,97%  |
| Makedonci            | 11         | 0,36%  |
| Hrvati               | 10         | 0,33%  |
| Rumunji              | 9          | 0,30%  |
| Crnogorci            | 8          | 0,26%  |
| Rusi                 | 8          | 0,26%  |
| Nijemci              | 6          | 0,20%  |
| Muslimani            | 4          | 0,13%  |
| Bunjevci             | 1          | 0,03%  |
| Slovenci             | 1          | 0,03%  |
| nepoznato            | 23         | 0,77%  |

| broj stanovnika | 4378  | 4569  | 4420  | 3831  | 3625  | 3544  | 2982  |
|                 | 1948. | 1953. | 1961. | 1971. | 1981. | 1991. | 2001. |

## Vanjske poveznice
- Karte, udaljenosti i vremenska prognoza
- [neaktivna poveznica]